# Кронверкский мост
Кро́нверкский мост — автодорожный балочный мост через Кронверкский пролив в Петроградском районе Санкт-Петербурга, соединяет Заячий и Петроградский острова. Объект культурного наследия России федерального значения.

## Расположение
Соединяет Заячий остров и Кронверкскую набережную рядом с проспектом Добролюбова и Кронверкским проспектом.
Выше по течению находится Иоанновский мост.
Ближайшая станция метрополитена — «Горьковская».

## Название
Название моста дано по наименованию Кронверкского пролива. Крутой изгиб поверхности моста, обеспечивающий достаточную высоту среднего судоходного пролёта, послужил причиной возникновения ещё одного, неофициального, названия — «горбатый».

## История
Мост сооружён в 1938 году в связи с расширением сада Госнардома по проекту инженера П. П. Степнова, строительство выполнил трест «Ленмостострой». Мост первоначально имел металлическое перекрытие только над судоходным пролётом. В 1978 году ремонтно-строительное управление Ленмосттреста произвело капитальный ремонт моста: все пролёты были перекрыты металлическими балками, деревянный настил разделён на тротуары и проезжую часть. Согласно Постановлению Правительства РФ от 10.07.2001 № 527 Кронверкский мост является объектом исторического и культурного наследия федерального значения. В сентябре 2015 года мост был признан аварийным. Согласно отчету СПб ГУП «Мостотрест» загнивание отдельных элементов моста составляло 79 %. Работы по ликвидации аварийности были завершены до июня 2016 года.

## Конструкция
Мост девятипролётный балочный. Опоры моста деревянные рамные на свайном основании. В каждой опоре забито два ряда по шесть свай. Пролетное строение состоит из металлических двутавровых балок. Покрытие проезжей части и тротуаров — дощатый настил. Перильное ограждение деревянное.
Длина моста по задней стенке устоев — 57,5 м, ширина моста между перилами — 8,8 м.